# WKT
Well-known text (WKT) — це текстова мова розмітки для представлення об'єктів векторної геометрії. Існує бінарний еквівалент, відомий як well-known binary (WKB), який використовується для передачі та зберігання тієї ж інформації у більш компактній формі, зручній для комп'ютерної обробки, але нечитабельній для людини. Формати були спочатку визначені Open Geospatial Consortium (OGC) і описані в їхньому Simple Feature Access. Поточне стандартне визначення знаходиться в стандарті ISO/IEC 13249-3:2016.

## Геометричні об'єкти
WKT може представляти наступні різні геометричні об'єкти:
- Point, MultiPoint (Точка, Мульти Точка)
- LineString, MultiLineString (Лінія, Мульти Лінія)
- Polygon, MultiPolygon, Triangle (Полігон, Мульти Полігон, Трикутник)
- PolyhedralSurface (Багатогранник)
- TIN (Тріангуляційна нерегулярна мережа[en])
- GeometryCollection (Набір Геометрій)

Координати для геометрій можуть бути 2D (x, y), 3D (x, y, z), 4D (x, y, z, m) зі значенням m, яке є частиною лінійної системи відліку, або 2D зі значенням m (x, y, m). Тривимірні геометрії позначаються літерою «Z» після типу геометрії, а геометрії з лінійною системою відліку мають літеру «M» після типу геометрії. Порожні геометрії, які не містять координат, можуть бути вказані за допомогою символу EMPTY після назви типу.
Геометрії WKT використовуються у всіх специфікаціях OGC і присутні в застосунках, які реалізують ці специфікації. Наприклад, PostGIS містить функції, які можуть конвертувати геометрії в та з представлення WKT, роблячи їх читабельними для людини.
Стандартне визначення OGC вимагає, щоб полігон був топологічно замкнутим. Також зазначається, що якщо зовнішнє кільце полігону визначено в проти годинникової стрілки, то воно буде видно з «зовні». Будь-які внутрішні кільця повинні бути визначені в протилежному напрямку порівняно із зовнішнім кільцем, у цьому випадку за годинниковою стрілкою.
| Тип     | Приклади                                                                    | Приклади                                      |
| ------- | --------------------------------------------------------------------------- | --------------------------------------------- |
| Точка   |                                                                             | POINT (30 10)                                 |
| Лінія   |                                                                             | LINESTRING (30 10, 10 30, 40 40)              |
| Полігон |                                                                             | POLYGON ((30 10, 40 40, 20 40, 10 20, 30 10)) |
| Полігон | POLYGON ((35 10, 45 45, 15 40, 10 20, 35 10), (20 30, 35 35, 30 20, 20 30)) |                                               |

| Тип                | Приклади | Приклади |
| ------------------ | --- | --- |
| MultiPoint         | | MULTIPOINT ((10 40), (40 30), (20 20), (30 10))                                                              |
| MultiPoint         | MULTIPOINT (10 40, 40 30, 20 20, 30 10)                                                                                  | |
| MultiLineString    | | MULTILINESTRING ((10 10, 20 20, 10 40), (40 40, 30 30, 40 20, 30 10))                                        |
| MultiPolygon       | | MULTIPOLYGON (((30 20, 45 40, 10 40, 30 20)), ((15 5, 40 10, 10 20, 5 10, 15 5)))                            |
| MultiPolygon       | MULTIPOLYGON (((40 40, 20 45, 45 30, 40 40)), ((20 35, 10 30, 10 10, 30 5, 45 20, 20 35), (30 20, 20 15, 20 25, 30 20))) | |
| GeometryCollection | | GEOMETRYCOLLECTION (POINT (40 10), LINESTRING (10 10, 20 20, 10 40), POLYGON ((40 40, 20 45, 45 30, 40 40))) |

Нижче наведено деякі інші приклади рядків WKT для опису геометрії: (Примітка: Кожен елемент нижче є окремою геометрією.)
```
GEOMETRYCOLLECTION(POINT(4 6),LINESTRING(4 6,7 10))
POINT ZM (1 1 5 60)
POINT M (1 1 80)
POINT EMPTY
MULTIPOLYGON EMPTY
TRIANGLE((0 0 0,0 1 0,1 1 0,0 0 0))
TIN (((0 0 0, 0 0 1, 0 1 0, 0 0 0)), ((0 0 0, 0 1 0, 1 1 0, 0 0 0)))
POLYHEDRALSURFACE Z ( PATCHES
    ((0 0 0, 0 1 0, 1 1 0, 1 0 0, 0 0 0)),
    ((0 0 0, 0 1 0, 0 1 1, 0 0 1, 0 0 0)),
    ((0 0 0, 1 0 0, 1 0 1, 0 0 1, 0 0 0)),
    ((1 1 1, 1 0 1, 0 0 1, 0 1 1, 1 1 1)),
    ((1 1 1, 1 0 1, 1 0 0, 1 1 0, 1 1 1)),
    ((1 1 1, 1 1 0, 0 1 0, 0 1 1, 1 1 1))
  )

```

## Well-known binary
Well-known binary (WKB) представлення зазвичай показуються у вигляді шістнадцяткових рядків.
Перший байт вказує на порядок байтів для даних:
- 0x00 : big endian
- 0x01 : little endian

Наступні 4 байти є 32-бітним беззнаковим цілим числом для типу геометрії, як описано нижче:
| Тип                | 2D  | Z    | M    | ZM   |
| ------------------ | --- | ---- | ---- | ---- |
| Geometry           | 0   | 1000 | 2000 | 3000 |
| Point              | 1   | 1001 | 2001 | 3001 |
| LineString         | 2   | 1002 | 2002 | 3002 |
| Polygon            | 3   | 1003 | 2003 | 3003 |
| MultiPoint         | 4   | 1004 | 2004 | 3004 |
| MultiLineString    | 5   | 1005 | 2005 | 3005 |
| MultiPolygon       | 6   | 1006 | 2006 | 3006 |
| GeometryCollection | 7   | 1007 | 2007 | 3007 |
| CircularString     | 8   | 1008 | 2008 | 3008 |
| CompoundCurve      | 9   | 1009 | 2009 | 3009 |
| CurvePolygon       | 10  | 1010 | 2010 | 3010 |
| MultiCurve         | 11  | 1011 | 2011 | 3011 |
| MultiSurface       | 12  | 1012 | 2012 | 3012 |
| Curve              | 13  | 1013 | 2013 | 3013 |
| Surface            | 14  | 1014 | 2014 | 3014 |
| PolyhedralSurface  | 15  | 1015 | 2015 | 3015 |
| TIN                | 16  | 1016 | 2016 | 3016 |
| Triangle           | 17  | 1017 | 2017 | 3017 |
| Circle             | 18  | 1018 | 2018 | 3018 |
| GeodesicString     | 19  | 1019 | 2019 | 3019 |
| EllipticalCurve    | 20  | 1020 | 2020 | 3020 |
| NurbsCurve         | 21  | 1021 | 2021 | 3021 |
| Clothoid           | 22  | 1022 | 2022 | 3022 |
| SpiralCurve        | 23  | 1023 | 2023 | 3023 |
| CompoundSurface    | 24  | 1024 | 2024 | 3024 |
| BrepSolid          |     | 1025 |      |      |
| AffinePlacement    | 102 | 1102 |      |      |

Кожен тип даних має унікальну структуру даних, таку як кількість точок або лінійних кілець, за якими слідують координати у форматі 64-бітних чисел з рухомою комою.
Наприклад, геометрія POINT(2.0 4.0) представлена як: 000000000140000000000000004010000000000000, де:
- 1-байтове ціле число 00 або 0: big endian
- 4-байтове ціле число 00000001 або 1: POINT (2D)
- 8-байтове число з рухомою комою 4000000000000000 або 2.0: x-координата
- 8-байтове число з рухомою комою 4010000000000000 або 4.0: y-координата

## Варіації формату
EWKT та EWKB — Extended Well-Known Text/BinaryСпецифічний формат PostGIS, який включає ідентифікатор системи просторових координат (SRID) та до 4 ординатних значень (XYZM). Наприклад: SRID=4326;POINT(-44.3 60.1) для визначення координати довготи/широти з використанням WGS 84 системи координат. Він також підтримує кругові криві, слідуючи елементам, названим (але не повністю визначеним) у початковому WKT: CircularString, CompoundCurve, CurvePolygon та CompoundSurface.
AGF Text — Autodesk Geometry FormatРозширення до OGC's Standard (на той час), щоб включити криволінійні елементи; найбільш помітно використовується в MapGuide.